# Ljurhalla
Ljurhalla är en ort i Vårgårda kommun i Västra Götalands län, belägen längs riksväg 42 mellan Vårgårda och Fristad.
Ortnamnet är en sammanslagning av de ursprungliga orterna Ljur och Halla. Ljur är ett fornt ord med betydelsen "bred" eller "vid". Sammanslagningen skedde i samband med att postkontoret byggdes i Ljurhalla och man slog då ihop de två ortsnamnen på varsin sida av vägen.
I byn finns Ljurhalla Equmeniakyrka, där Equmeniakyrkan Ljurhalla (tidigare: Nårunga-Ljurs missionsförsamling) huserar, samt ett missionsmuseum vid namn "Nårungabygdens missionshistoriska museum", som drivs av equmeniaförsamlingen.
I Ljurhalla har det även funnits en lanthandel. 
Söder om byn ligger Ljursdamm i Säveån.
Grannbyar till Ljurhalla är Årred , Tämta (i söder), Ornunga  (i öster) och Nårunga (i väster).